# Комсомольское (Омская область)
Комсомо́льское — деревня в Шербакульском районе Омской области России. Входит в состав Борисовского сельского поселения. Население 43 чел. (2010) .

## История
В соответствии с Законом Омской области от 30 июля 2004 года № 548-ОЗ «О границах и статусе муниципальных образований Омской области» деревня вошла в состав образованного муниципального образования «Борисовское сельское поселение».

## География
Комсомольское находится в юго-западной части Омской области, в пределах Ишимской равнины, являющейся частью Западно-Сибирской равнины. Возле деревни урочища Терновка, Малая Терновка, Аркалай, Найман.
Абсолютная высота — 107 м над уровнем моря.

## Население
| 2010 |
| ---- |
| 43   |

Гендерный состав
По данным Всероссийской переписи населения 2010 года в гендерной структуре населения из 43 человек мужчин — 22, женщин — 21	(51,2 и 48,8 % соответственно)
Национальный состав
Согласно результатам переписи 2002 года, в национальной структуре населения русские составляли 68 % от общей численности населения в 196 чел..

## Инфраструктура
Охотхозяйство «Шербакульское». Личное подсобное хозяйство.

## Транспорт
Просёлочные дороги.